# Cuajitos
Los cuajitos son un platillo típico de Nuevo León, originarios de Cadereyta Jiménez. Está hecho principalmente de trozos de carne del becerro, conocidos como cuajos, y cocinados en un caldo con carne de la misma pierna del animal, sazonados con ajo, clavo, pimienta, orégano silvestre de la región y comino, así como tomate, cebolla y chile.
Los cuajitos suelen consumirse en las mañanas de los domingos acompañados de tortillas de maíz y también para recuperarse de la resaca. También se sirve típicamente en eventos como bodas, quinceaños, posadas, bautizos, cumpleaños, fondas y restaurantes.

## Método de preparación
Este platillo se prepara a base de elementos como carne de res, cebolla, jitomate, chile, orégano, pimiento, comino, puré de tomate, ajo, sal y pimienta. Primero, la carne es lavada y cortada en trozos. Este paso sirve para rellenar los cuajos. Posteriormente, se agregan rebanadas de chile, tomate y más condimentos, se mezclan y se cierran los cuajos con la ayuda de un hilo. Después de este paso, se agrega el guiso en una olla a fuego lento durante un par de horas. Pasadas las horas, el platillo estará listo para su consumo.

## Historia

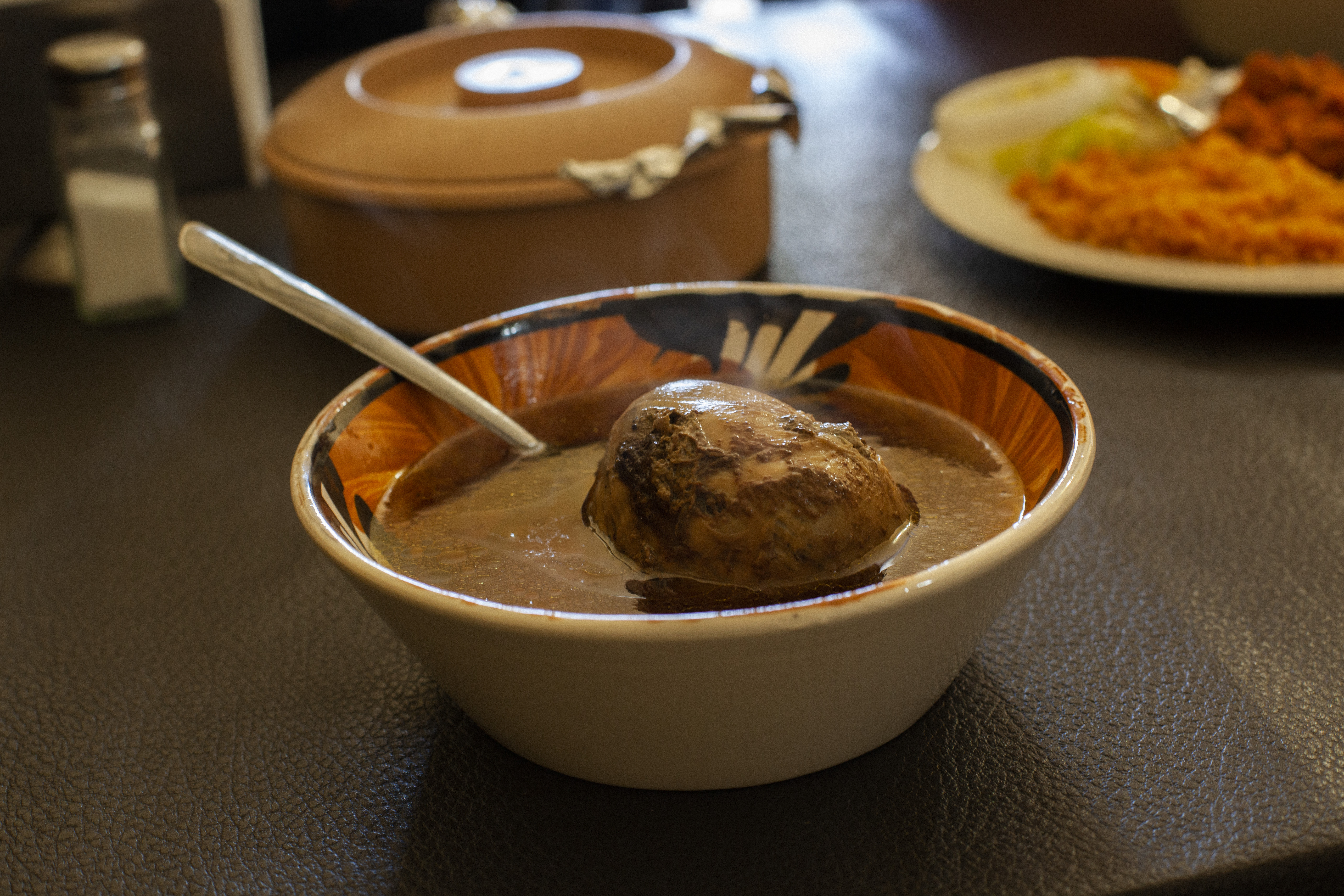
Registro de Cuajitos en Cadereyta, Jiménez

Este guiso llegó a Nuevo León por los españoles durante la colonización. En 2021, los Cuajitos pasaron a convertirse en una de las "7 Maravillas Históricas de Nuevo León" por el alcalde de Cadereyta, Cosme Julián Leal Cantú . Este platillo participó en el concurso del Consejo de Arte y Cultura A.C. , donde la propuesta de los Cuajitos fue idea del equipo de trabajo de la agrupación. Haciendo que Cadereyta ganara el concurso por este platillo regional.